# Copelatus descarpentriesi
Copelatus descarpentriesi es una especie de escarabajo buceador del género Copelatus, de la subfamilia Copelatinae, en la familia Dytiscidae. Fue descrito por Bertrand & Legros en 1975.